# Baie du Navire de Guerre
Die Baie du Navire de Guerre, deutsch Kriegsschiffhafen (englisch Man of War Bay), ist eine Bucht im Département Fako in der Region Süd-West in Kamerun.
Die Bucht liegt innerhalb der Bucht von Biafra, die seit 1970 den Namen Bucht von Bonny trägt.

## Geographie
Die Bucht befindet sich an der Küste zwischen Bimbia im Osten und Limbe im Westen. Der ehemalige Atlantische Sklavenhafen von Bimbia liegt nur einen Kilometer östlich der Bucht.
Ihre westliche Begrenzung bildet das kleine Kap Cape Nachtigal, benannt nach dem deutschen Afrikaforscher Gustav Nachtigal, die östliche der Pointe du Récif (deutsch Riff-Spitze, englisch Reef Point). Die kleine Siedlung Man O’War liegt an der Bucht.

## Geschichtliches
Das Gebiet um die Bucht war zu Beginn des 19. Jahrhunderts Teil der deutschen Kolonie Kamerun.